# Borys Wiaczesławowic
Borys Wiaczesławowic (zm. 1078) – dynasta ruski. Syn Wiaczesława. W 1076, pod nieobecność stryja Wsiewołoda I, zajął Czernihów, ale utrzymał się tam zaledwie przez pięć dni. W 1078 wspólnie ze swoim bratem stryjecznym Olegiem wystąpił przeciwko Wsiewołodowi. Poległ w bitwie z połączonymi siłami Izjasława I, Wsiewołoda I, Jaropełka i Włodzimierza Monomacha.